# Kristin Otto
Pour les articles homonymes, voir Otto.
Kristin Otto, née le 7 février 1966 à Leipzig, est une nageuse est-allemande spécialiste des épreuves en crawl, dos et papillon et une journaliste sportive.

## Biographie

### Carrière sportive
Kristin Otto participe à ses premiers championnats du monde de natation en 1982 et remporte la médaille d'or sur le 100 mètres dos.
En petit bassin, elle est la première femme à nager le 100 mètres dos sous la barre de la minute.
Elle atteint le sommet de sa carrière lors des Jeux olympiques de 1988 à Séoul où elle réussit l'exploit de remporter six médailles d'or, quatre titres individuels sur 50 et 100 mètres nage libre, 100 mètres papillon et 100 mètres dos. Elle réalise ainsi deux exploits inédits : elle est la première femme à être sacrée dans trois disciplines différentes et la première à remporter six titres.
Ces médailles récompensent une nageuse qui domine la natation et qui n'avait pu participer aux jeux de Los Angeles de 1984 en raison du boycott des pays du bloc de Varsovie. Elle participe aux jeux de l'Amitié organisés en remplacement et bat la même année le record du 200 mètres nage libre aux championnats d'Allemagne de l'Est. En 1985, une blessure au dos l'immobilise pendant 9 mois.
Elle termine sa carrière après les championnats d'Europe 1989 de Bonn où elle remporte deux nouveaux titres et une médaille de bronze.

### Carrière de journaliste
À la fin de sa carrière sportive en 1989, Kristin Otto étudie le journalisme sportif à l’université de Leipzig et prend un poste de journaliste sportive à la télévision allemande.

### Controverse
En 1990, des questions se posent sur ses performances après que son entraîneur et son médecin de son époque sportive aient été convaincus de dopage. Ces questions se reposent à la fin de l'année 2005 après la demande de sa compatriote Petra Schneider auprès de la fédération allemande de retirer des tablettes le record qu'elle détenait encore, pour la raison que celui-ci avait été réalisé grâce au dopage.

## Palmarès

### Jeux olympiques d'été
- Jeux olympiques d'été de 1988 de Séoul ( Corée du Sud)
  -  Médaille d'or sur 50 mètres nage libre
  -  Médaille d'or sur 100 mètres nage libre
  -  Médaille d'or sur 100 mètres papillon
  -  Médaille d'or sur 100 mètres dos
  -  Médaille d'or sur 4 × 100 mètres nage libre
  -  Médaille d'or sur 4 × 100 m 4 nages

### Championnats du monde
- Championnats du monde de natation 1982 à Guayaquil
  -  Médaille d'or sur 100 mètres dos
  -  Médaille d'or sur 4 × 100 mètres nage libre
  -  Médaille d'or sur 4 × 100 m 4 nages
- Championnats du monde de natation 1986 à Madrid
  -  Médaille d'or sur 100 mètres nage libre
  -  Médaille d'or sur 200 mètres 4 nages
  -  Médaille d'argent sur 50 mètres nage libre
  -  Médaille d'argent sur 100 mètres papillon
  -  Médaille d'or sur 4 × 100 mètres nage libre
  -  Médaille d'or sur 4 × 100 m 4 nages

### Championnats d'Europe
- Championnats d'Europe 1983 à Rome
  -  Médaille d'or sur 4 × 100 mètres nage libre
  -  Médaille d'or sur 4 × 200 mètres nage libre
  -  Médaille d'argent sur 100 mètres nage libre
- Championnats d'Europe 1987 à Strasbourg
  -  Médaille d'or sur 100 mètres nage libre
  -  Médaille d'or sur 100 mètres papillon
  -  Médaille d'or sur 100 mètres dos
  -  Médaille d'or sur 4 × 100 mètres nage libre
  -  Médaille d'or sur 4 × 100 mètres 4 nages
- Championnats d'Europe 1989 à Bonn
  -  Médaille d'or sur 4 × 100 mètres 4 nages
  -  Médaille d'or sur 100 mètres dos
  -  Médaille de bronze sur 200 mètres dos

### Records
- record du monde du 200 mètres nage libre en 1 min 58 s 15 en 1984
- record du monde du 100 mètres nage libre en 54 s 73 en 1986

## Distinction
Kristin Otto est décorée en 1988 de l'ordre du mérite patriotique (Vaterländischer Verdienstorden), section « Or ».